# Iah
Iah var i oldegyptisk mytologi en månegud der symboliserer månen som himmellegeme.
Navnet betyder "Måne"  

## Osiris-Iah
Osiris-Iah var en sammensmeltning af Osiris og Iah.
| Mytologi | Spire Denne artikel om mytologi er en spire som bør udbygges. Du er velkommen til at hjælpe Wikipedia ved at udvide den. |